# آتا
آتا از پیشوایان قبایل ایرانی در قرن نُهم پیش از میلاد بود و محل حکمرانی او در حاشیهٔ دریاچه ارومیه یا زاموآ قرار داشت. حملات آشوریان تا سال ۸۸۳ پ.م. به راضی زاموآ چندان جدی نبود ولی پس از آن نواحی کوهستانی مجاور این سرزمین بود هدف تجاوز قرار گرفت. سکنهٔ کوهستان نه فقط اسبان و قاطران و دام‌های شاخدار، شراب و ظروف مفرغ به شاه آشور هدیه دادند بلکه عوارض و خراج‌هایی به نفع آشور بر ایشان وضع شد. کشور گیلزان نیز بمنظور جلب عطوفت شاه آشور هدایایی ارسال داشت.

## نخستین دورهٔ تهاجم آشور
لشگرکشی‌های آشور که در قرن نُهم در نقاط مزبور تجدید گشت نخست - کمافی‌السابق - جنبهّ دستبرد داشت و هدف آن بیشتر غارت دام‌ها و گرفتن اسیر و برده بود. هر بار که لشگریان آشور نزدیک می‌شدند مردم به وسیلهٔ آتشی که در قلل جبال می‌افروختند از حمله دشمن آگاه می‌شدند. بیشتر ساکنان، دهکده‌های خویش را ترک گفته دامها را به قلل صعب‌الوصول کوه‌ها سوق می‌دادند و آشوریان علی‌رسم جسارت تعاقب آن‌ها را نداشتند. عادتاً مردم از ماندن در دهکده‌های مستحکم خویش امتناع می‌ورزیدند.

### انگیزه و تهاجم آشوریان
نخستین هدف آشوریان اراضی زاموآ یا کشور لولومیان بود. در آنزمان از دریاچه ارومیه تا بخش علیای رود دیاله را به این نام زاموآ می‌نامیدند. لشگرکشی‌های آشورناسیراپال‌دوّم از دیگر تجاوزات جدّی‌تر بود. ایالات مزبور در سال ۸۸۱ پ.م. توسط ناسیراپال مسخّر گشت بعدها در منابع نیمهٔ دوّم قرن نُهم زاموآ تجزیه، بخش شمالی زاموآ ماننا و بخش جنوبی آن پارسوآ خوانده شد.
در ادامه تهاجمات آشوریان به اراضی کوهستانی به قلمروی شخصی به نام آتا وارد شدند که هیچ ارتباطی با مقاومت زاموائیان نداشت. این پادشاهی در دامنه‌های شمالی جبال نیشپو و محتملا در نقطه‌ای در ناحیه صحنه کرمانشاه قرار داشت. پادشاهی آتا نیز مانند امارات دیگر تار و مار شد. در اینجا ناسیراپال مقداری مصنوعات مفرغی به رسم هدیه گرفت و از کشور سی‌پیرمن که ساکنانش مانند زنان تته‌پته می‌کنند هدایایی دریافت کرد که برای جلب عنایت وی ارسال شده بود. متأسفانه محل سی‌پیرمن معلوم نیست و در هیچ منبع دیگری به این نام اشاره نشده‌است